# Phase B
Ne doit pas être confondu avec Phase B anhydre ou Phase B superhydratée.
La phase B est un silicate de magnésium  hydraté, de formule Mg12Si4O19(OH)2. Sa structure cristalline est analogue à celle du composé anhydre Mg14Si5O24, appelé phase B anhydre.